# Solo con io
Solo con io è una raccolta postuma del cantautore italiano Rino Gaetano, pubblicata il 27 ottobre 2014 dalla RCA Italiana.

## Descrizione
La raccolta contiene 37 brani del cantautore calabrese, fra i quali gli inediti Penso a lei e Dentro gli occhi miei, oltre che due versioni alternative della canzone Aida, la versione cantata dallo stesso Rino di In Italia si sta male (si sta bene anziché no) (precedentemente diffusa perché cantata da Paolo Rossi), la versione live della canzone Ad esempio a me piace il Sud (tratta da un live eseguito al teatro Trianon di Roma nel 1975 e tra l'altro già contenuta nell'album raccolta della RCA Italiana Trianon 1975 - Domenica musica), un remix della canzone E io ci sto e molte cover di canzoni dello stesso Rino eseguiti da altri cantanti quali Roberto Vecchioni, Giusy Ferreri, Simone Cristicchi, Gianluca Grignani, Federico D'Angeli, PFM e Luca Carboni, oltre che dalla Rino Gaetano Band e dal nipote di Rino, Alessandro Gaetano, che duetta con Diana Teiera.

## Copertina
Sulla copertina del disco è presente la scritta in rosso Rino Gaetano, sotto la quale vi è la scritta, in nero, Solo con io. particolarmente stilizzata è la parola io, che viene resa in modo da sembrare un giradischi. All'interno della O, inoltre, e possibile vedere una sovrapposizione dei vari dischi del cantautore crotonese, tra i quali Nuntereggae più/E cantava le canzoni, Resta vile maschio, dove vai?/Ahi Maria, E io ci sto/Metà Africa metà Europa, Tu forse non essenzialmente tu/I tuoi occhi sono pieni di sale e molti altri. Al di sotto di tali scritte, vi è inoltre una breve descrizione del disco, capeggiata dalla frase, presa quasi a slogan, 40 anni di Rino: il disco infatti è stato pubblicato proprio per ricordare i quarant'anni dalla pubblicazione del primo album di Rino Gaetano, Ingresso libero, edito dalla It nel 1974.

## Tracce

### CD1
1. Ma il cielo è sempre più blu (prima parte) (4:30)
2. Gianna (3:48)
3. Sfiorivano le viole (4:59)
4. Aida (4:23)
5. Berta filava (3:39)
6. Mio fratello è figlio unico (3:18)
7. A mano a mano (3:32)
8. Nuntereggae più (5:10)
9. Ahi Maria (5:36)
10. Spendi spandi effendi (4:00)
11. E cantava le canzoni (3:16)
12. Tu, forse non essenzialmente tu (3:36)
13. Resta vile maschio, dove vai? (4:38)
14. E io ci sto/Metà Africa metà Europa (4:04)
15. Fabbricando case (4:03)
16. Sandro trasportando (2:41)
17. Solo con io (3:14)

### CD2
1. E io ci sto - Luca Carboni (4:05)
2. Ad esempio a me piace il sud (live del 1975) (3:04)
3. Aida (Alternative version 1) (5:29)
4. Aida (Alternative version 2) (4:51)
5. Penso a lei (inedito) (2:09)
6. In Italia si sta male (si sta bene anziché no) (versione inedite cantata da Rino Gaetano) (2:32)
7. Dentro agli occhi miei (inedito) (1:25)
8. Corta el rollo ya (3:46)
9. Y cantaba las canciones (3:15)
10. Sfiorivano le viole - Rino Gaetano Band (5:07)
11. Supponiamo un amore (versione di Alessandro Gaetano e Diana Teiera) - Alessandro Gaetano e Diana Teiera (4:04)
12. Mio fratello è figlio unico - Gianluca Grignani (3:18)
13. Ma il cielo è sempre più blu - Giusy Ferreri (4:42)
14. Le beatitudini - Simone Cristicchi (2:39)
15. Io scriverò - Roberto Vecchioni (3:37)
16. E cantava le canzoni - P.F.M. (3:58)
17. Escluso il cane (versione band tributo) - Federico D'Angeli (3:39)
18. E io ci sto (DanceAndLove Remix) (4:23)